# Білашки (Звенигородський район)
Біла́шки — село в Україні, у Тальнівській міській громаді, Звенигородського району Черкаської області. Розташоване на річці Білашка за 8 км на південний захід від адміністративного центру громади — міста Тальне та за 10,5 км від залізничної станції Тальне. Через село проходить автошлях Черкаси—Умань. Площа населеного пункту —3 13,7 га, населення — 785 мешканців, 442 двори (на 1 січня 2007) року.

## Походження назви
Білашки в перекладі зі старокиївської мови нібито означає сухе місце серед боліт. Існує також кілька легенд про походження назви села: можливо, вона походить від прізвища козака- засновника поселення Білаш чи Білий, або через великі поклади білої глини.в цій місцевості.

## Історія
Територія села була густо заселена ще 5 тисяч років тому. Біля села є 10 курганів скіфсько-сарматської епохи (VII століття до н. е.), сліди одного поселення трипільської культури і чотирьох поселень черняхівської культури.
Перша згадка про село належить до 1649 року.

### У складі Російської хуіні
У 1795 році в селі налічувалося 128 хат, у яких мешкало 554 чоловіки і 505 жінок. На той час це було одним з найбільших сіл Уманського повіту. Селяни були кріпаками.
Наприкінці XIX століття в Білашках жило 1 997 осіб. В центрі села була дерев'яна Богословська церква 5-го класу збудована в 1763 році, кузня біля поштової дороги з Умані в Звенигородку, по річечках — три маленькі водяні млини, за селом — вітряки. Дворічну школу в селі відкрито в 1868 році.
Під час Першої світової війни в боях відзначився Іщенко Пилип Логвинович, що нагороджений трьома Георгіївськими хрестами.

### Інтервенція проти УНР
Навесні 1917 року в селі створено сільську раду, першим головою якої був Олексій Васильович Пащенко.
12 березня 1919 року до Білашок прибув Кінний полк ім. Петра Болбочана Армії УНР, перейменований згодом на Кінний полк Чорних Запорожців під командуванням Петра Дяченка. Він взяв участь у боях з комуно-московськими окупантами за Тальне, допомагаючи 2-му пішому полку ім. Гетьмана Мазепи (командир — Іван Дубовий).
Радянські загони увірвалися до села в січні 1920 року — село захопили війська 44-ї дивізії Червоної армії комуніста Леніна. Тоді ж створено диверсійну групу комнезам, головою якої став Клим Григорович Чайковський.
У 1924 році створено комсомольський осередок, в 1929 році — перше ТСОЗ «Революція», а згодом — «Хлібороб» та «Косар». За три роки їх об'єднано в артіль імені Ворошилова, до якої примусово загнали частину селян.

### Голодомор
За період 1932—1933 років комуністи та їх пахолки вбили голодом близько тисячі мешканців села. Серед убитих комуністами було багато дітей. За свідченням вчителів, вони часто-густо помирали по дорозі до школи. Червоний окупант убивав голодом цілі сім'ї, родини. Так у родині Кімліченків вбито 24 особи. У родині Довгополих — 32 особи.
Аби применшити масштаби убивств, влада популяризувала факти відкриття нових шкіл. У 1934 році у селі відкрито семирічну школу (від 1991 року — середня), куди ходили пухлими діти. У деморалізованому середовищі створили організацію місцевих колаборантів — членів російської ВКП (б).

### Повоєнні роки
У 1968 році в селі встановлено пам'ятник російському комуністу Ульянову.
Станом на початок 1971 рік в селі мешкало 1 299 чоловік. Тут працювали восьмирічна школа, будинок культури на 400 місць, бібліотека з фондом 8,3 тисячі книг, фельдшерсько-акушерський пункт, пологовий будинок, дитячі ясла, побуткомбінат, філія зв'язку, три магазини.
За колгоспом «Будівник комунізму» було закріплено 2 325,1 га сільськогосподарських угідь, у тому числі 2 215 га орної землі. Господарство вирощувало зернові культури, було розвинуте м'ясо-молочне тваринництво.

## Сучасність
У селі діють ВАТ «Промінь», загальноосвітня школа I—III ступенів, дитячий садок, фельдшерсько-акушерський пункт, Будинок культури, бібліотека, відділення зв'язку та філія Ощадбанку.

## Населення

### Мова
Розподіл населення за рідною мовою за даними перепису 2001 року:
| Мова       | Кількість | Відсоток |
| ---------- | --------- | -------- |
| українська | 791       | 98.88%   |
| російська  | 5         | 0.63%    |
| вірменська | 4         | 0.49%    |
| Усього     | 800       | 100%     |

### Чисельність
Динаміка зміни населення села Білашки за роками:

## Пам'ятки
- Берези — заповідне урочище місцевого значення.

## Відомі люди
У селі народився Юрченко Петро Хомович — учасник радянсько-фінської війни на боці СРСР, Герой Радянського Союзу.
Серед відомих уродженців села:
- А. Н. Стовповий — лауреат Ленінської премії за вдосконалення методів будування доменних печей;
- Т. А. Шатило-Литвинюк — заслужений лікар України, кандидат медичних наук по педіатрії;
- А. С. Довгополий — доктор технічних наук;
- Д. П. Бусько — кандидат технічних наук з розробки методів дослідження авіаційної техніки, професор;
- П. П. Войтко — кандидат технічних наук;
- І. Г. Підгірний — кандидат технічних наук;
- М. Я. Щербина — кандидат технічних наук, професор;
- В. А. Литвинюк — кандидат медичних наук з хірургії;
- П. С. Пащенко — доктор медичних наук, професор;
- М. М. Плахотнюк — кандидат економічних наук;
- С. І. Самойлов — учасник збройної інтервенції СССР до Афганістану, нагороджений орденом Червоної Зірки.

## Галерея

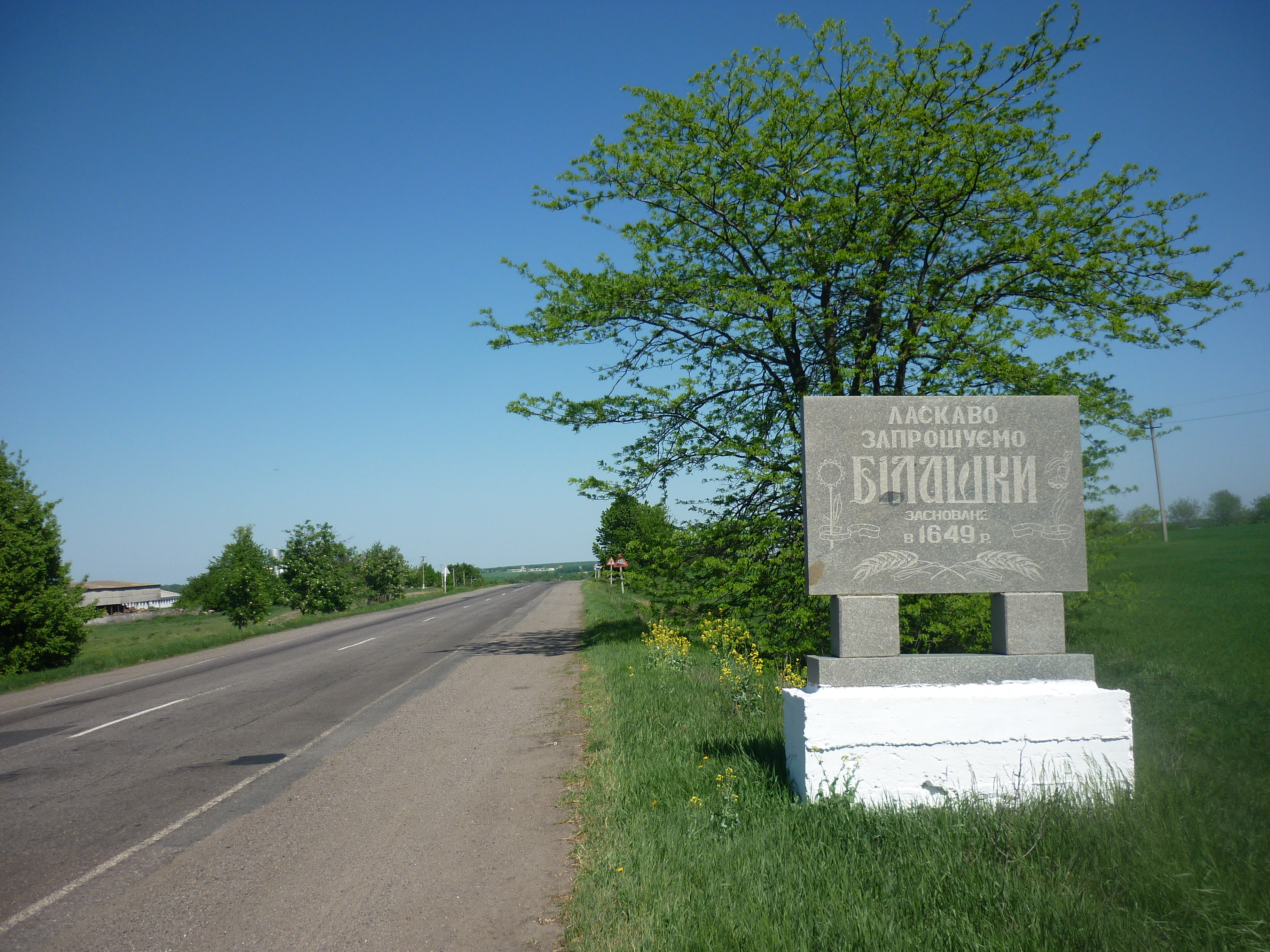
Стела при в'їзді з боку Умані
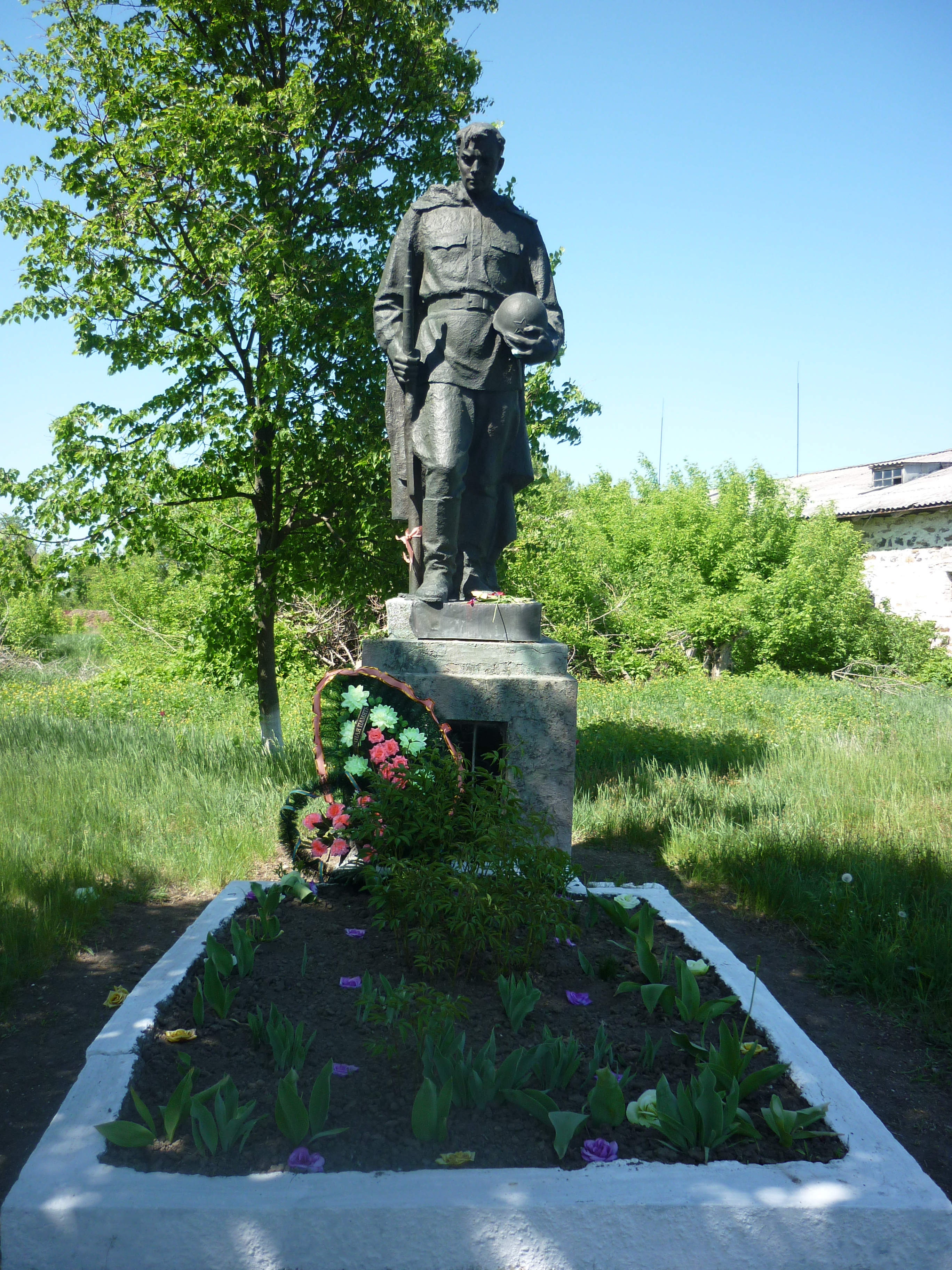
Пам'ятник воїнам-визволителям
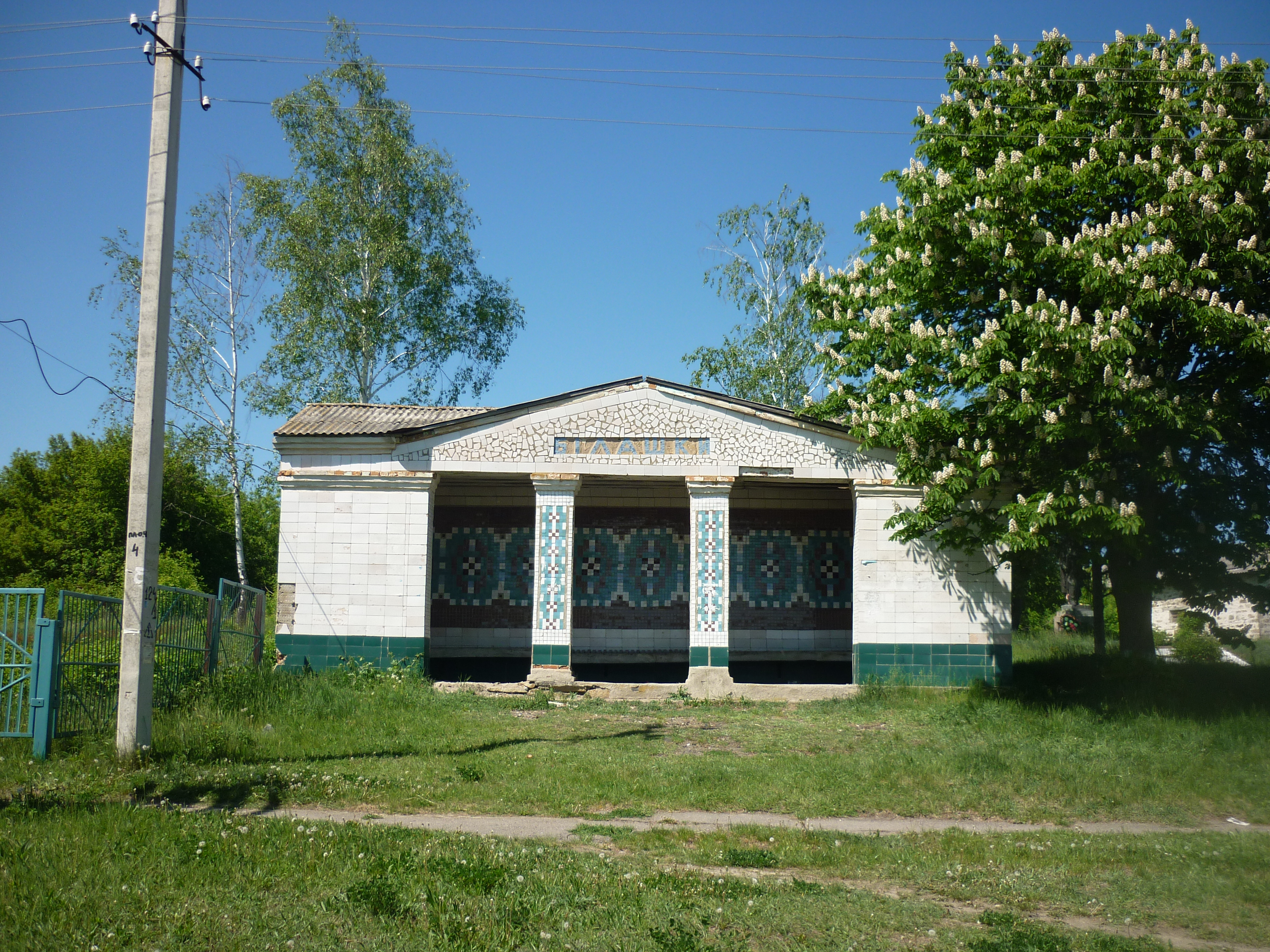
Автобусна зупинка
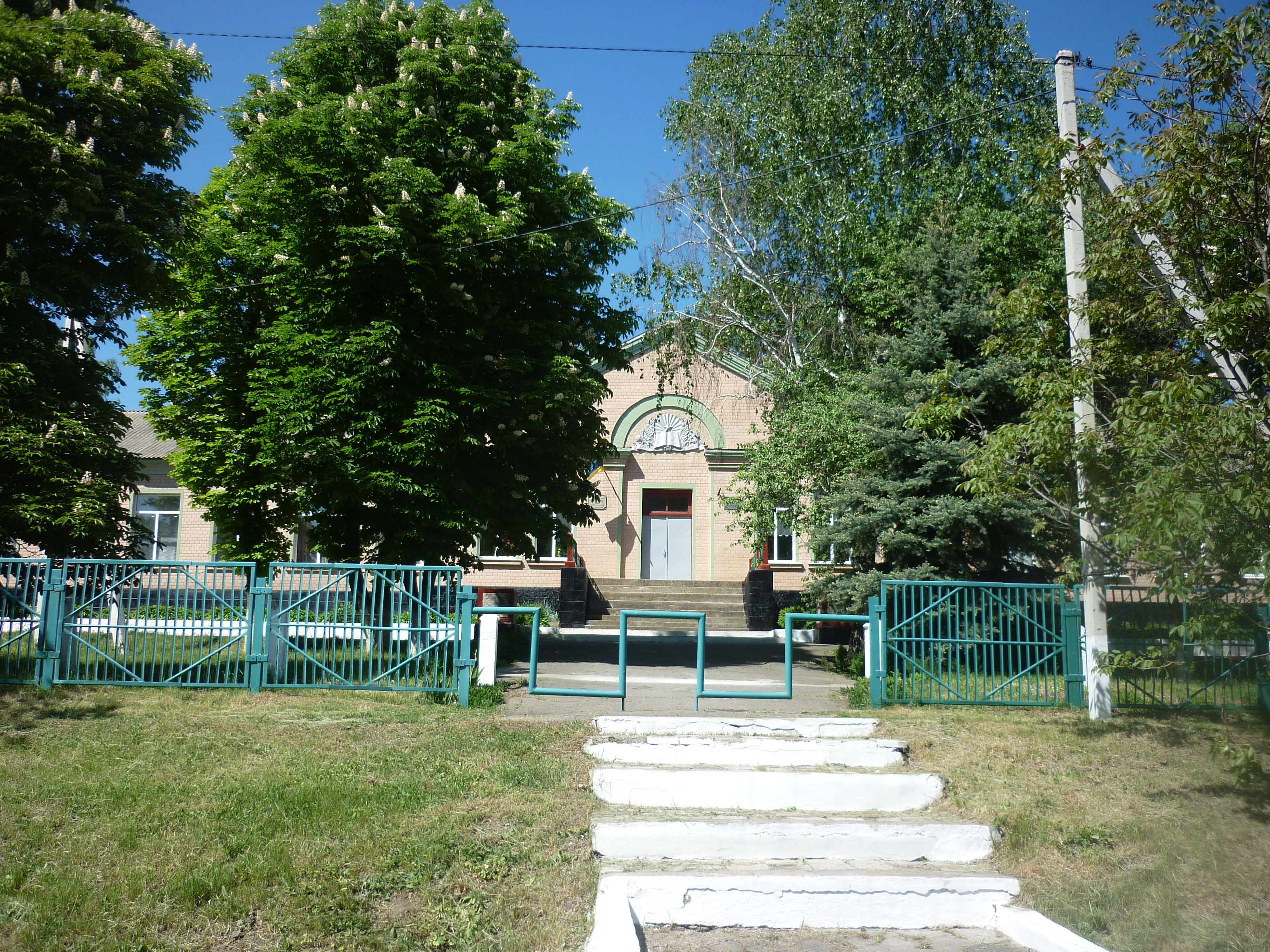
Школа
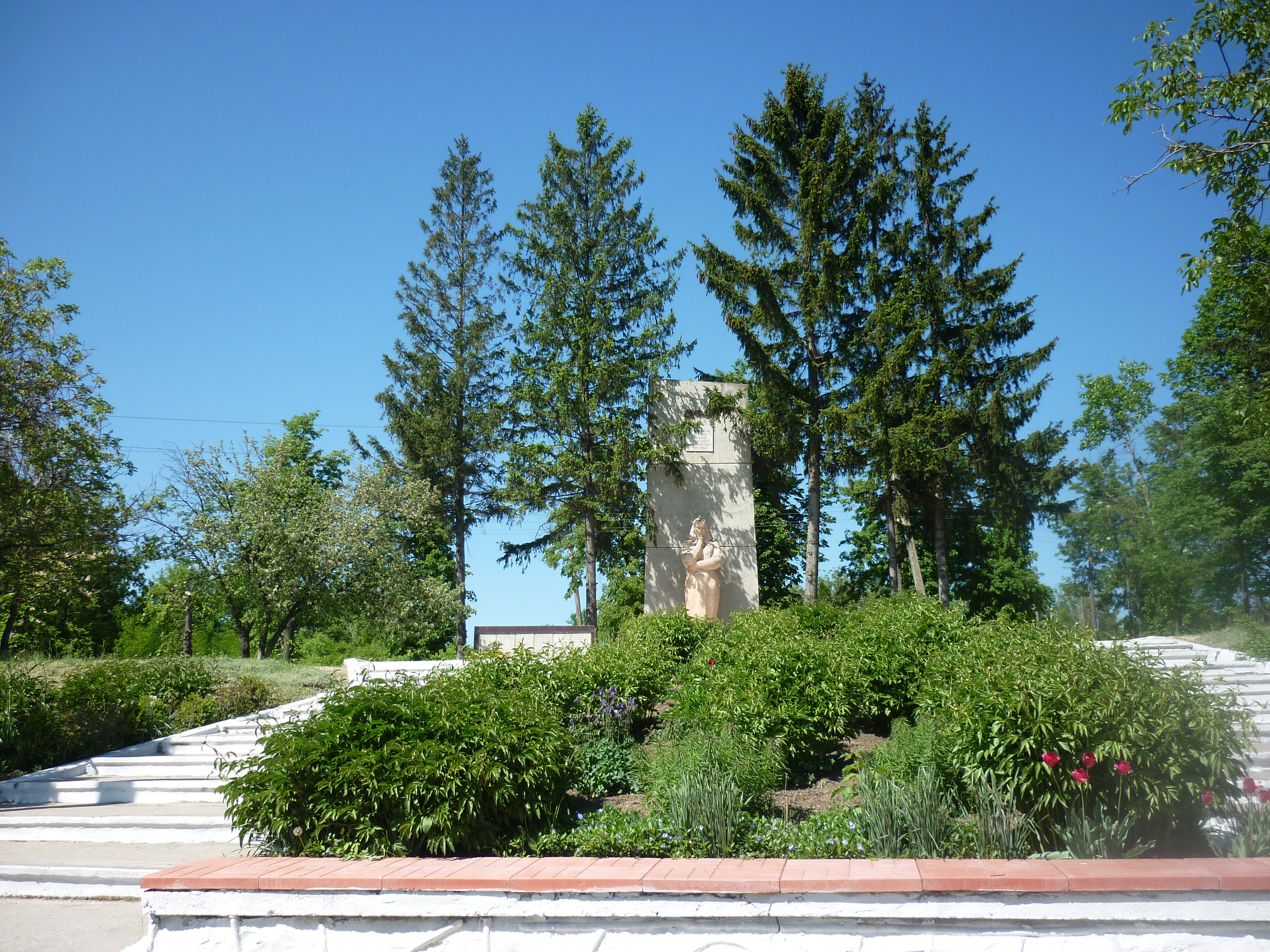
Пам'ятник загиблим односельчанам